# Jampur Fraize
Pour les articles homonymes, voir Jampur et Fraize.
 (septembre 2015).
Si vous disposez d'ouvrages ou d'articles de référence ou si vous connaissez des sites web de qualité traitant du thème abordé ici, merci de compléter l'article en donnant les références utiles à sa vérifiabilité et en les liant à la section « Notes et références ».
 (septembre 2015).
- Si vous ne connaissez pas le sujet, laissez ce bandeau (vous pouvez alors contacter les auteurs).
- Si vous supprimez le contenu mis en cause (vous pouvez préalablement contacter les auteurs),

argumentez précisément cette suppression dans la page de discussion
(un manque de référence n'est pas un argument ; une recherche réelle de référence doit avoir été effectuée, être formellement documentée).
Jampur Fraize, de son vrai nom Bernard Mazet, est un auteur de bande dessinée né le 19 août 1964 à Bagnols-sur-Cèze dans le Gard. Il réside à Liège en Belgique depuis 1984.

## Biographie
Il a beaucoup travaillé pour des fanzines, puis des revues de bandes dessinées telles que PLG, Le Psikopat, Popo color, Fluide glacial, Jade, Kollectiv, la Mouise. Il illustre également la presse (ROCK&FOLK Le Focus Vif, Le Matin, La Gazette du Rock, Jazzaround, I Love English)
Il est également musicien et membre actif du label Freaksville Record, notamment comme guitariste dans The Loved Drones, Les Minutes, ainsi qu'aux côtés de Miam Monster Miam, Marie France, ou encore de Jacques Duvall. Après les Bombsite Kids (1984-1988) et Les Scalpers (1989-1994), il joue du ukulélé dans le groupe de José Parrondo et de la guitare électrique au sein de Captain Kirk et de Inspector Poodle puis des Minutes. Jampur Fraize est par ailleurs co-animateur de l'émission "Inspecteur des riffs" sur 48FM.

## Publications
- Le Monde Merveilleux Du Rock - éditions La Cafetière. 2020
- Les animaux qui se cachent…Ou se camouflent (2018) Collection « 50 antisèches pour parents en détresse »Aux éditions de la Salamandre
- Les bêtes de la maison et de la chambre (2017 ) Collection « 50 antisèches pour parents en détresse »Aux éditions de la Salamandre
- Lesbêtes qui volent avec ou sans plumes (2017) Collection « 50 antisèches pour parents en détresse »Aux éditions de la Salamandre
- Le Joli Calendrier Chiens & Chats- calendrier perpétuel - éditions Coiffeurs pour Dames. 2014
- Festi’bal (livre-disque pour enfants de Roger Cactus), Formulette, 2012.
- Le roi du bio (Jeu de cartes), Ludocom, 2010.
- La ferme infernale (Jeu des 7 familles), 2006 (réédité aux Éditions de la Gouttière, 2009).
- Mœurs étranges de Perpendicule (en collaboration avec L.L. de Mars), Éditions de L'Œuf, 2008.
- La peur du mal, 6 Pieds sous terre, 2004.
- Résurrections, PLG, 2004.
- Charlie Christian, Nocturne, Collection BD Jazz, no 22, 2004.
- Le vrai con maltais (sur un scénario de Marcus Malte), 6 Pieds sous terre, Collection Le Poulpe, 2002.
- Les dessous de Terminal beach, Les Requins Marteaux, 2002.
- Football carnage, 6 Pieds sous terre, Collection Monotrème, 2002.
- Epitre, Éditions du pardon, 1999.
- Microminis, Clandestine books, 1999.
- Piperon el tostado, Brain Produk, 1999.
- Football carnage, Brain Produk, 1998.
- Les trois hommes bruns clament la paix, Meszcal, 1997.
- Espèces du XIIIe ordre, Meszcal, 1996 (réédité chez 6 Pieds sous terre, Collection Lépidoptère, 2005).
- Supercow, 1995.
- Culex pipiens, Meszcal, 1995.
- Superbravo pour les trois hommes bruns, 1994.
- Les trois hommes bruns merdent l'enquête, 1993.
- Le livre de les biscuits salés, 1992.
- Bichocorama, 1991.
- Dah-onge, le tétramètre, 1990.
- La légende de l'homme-Bambi, 1989.
- Les décideurs, 1989.

## Discographie
- Bombsite Kids : I Want To Shout To Die/Course Of Life (45T, Autoproduit, 1988).
- Scalpers : You Don't Know What Will Happen To You (LP, Drop Out Records, 1989).
- Scalpers : Horseplay (CD, G-Rox-P/PIAS, 1992).
- Scalpers : Goodnight Children (CD, G-Rox-P/PIAS, 1994).
- Phantom Feat. Jacques Duvall : Le Cowboy & La Call-Girl (CD, Freaksville Records, 2009).
- Phantom Feat. Lio (CD, Freaksville Record, 2009).
- Miam Monster Miam and the Loved Drones : La Femme Plastique (CD, Freaksville Records, 2010).
- Phantom Feat. Marie-France : Kiss (CD, Freaksville Record, 2011).
- The Loved Drones : The Tangible Effect Of Love (CD, Freaksville Records, 2012).
- The Loved Drones: Good Luck Universe! ( LP, Freaksville Records, 2016)
- Les Minutes; Save Our Souls (La Cafetière, 2020)
- The Loved Drones: Conspiracy Dance (LP, Freaksville Records, 2020)

## Bande originale
Je suis mort mais j'ai des amis
| 1.          | Pas un rat            | Jacky Lambert & Jampur Fraize, Gérard Andrien | 1 min 30 s |
| 2.          | Seul                  | Jacky Lambert / Jampur Fraize, Gérard Andrien | 58 s       |
| 8.          | Bikers Theme          | Jampur Fraize, Gérard Andrien                 | 51 s       |
| 18.         | Escape Theme          | Jampur Fraize                                 | 2 min 44 s |
| 22.         | Looking for Wim Theme | Jampur Fraize                                 | 1 min 15 s |
| 23.         | Ashes Theme           | Jampur Fraize                                 | 1 min 06 s |
| 24.         | Ashes Theme           | Jampur Fraize                                 | 1 min 06 s |
| 25.         | Final Theme           | Jampur Fraize                                 | 3 min 37 s |
| 30 min 13 s |                       |                                               |            |